# Kathleen Scott

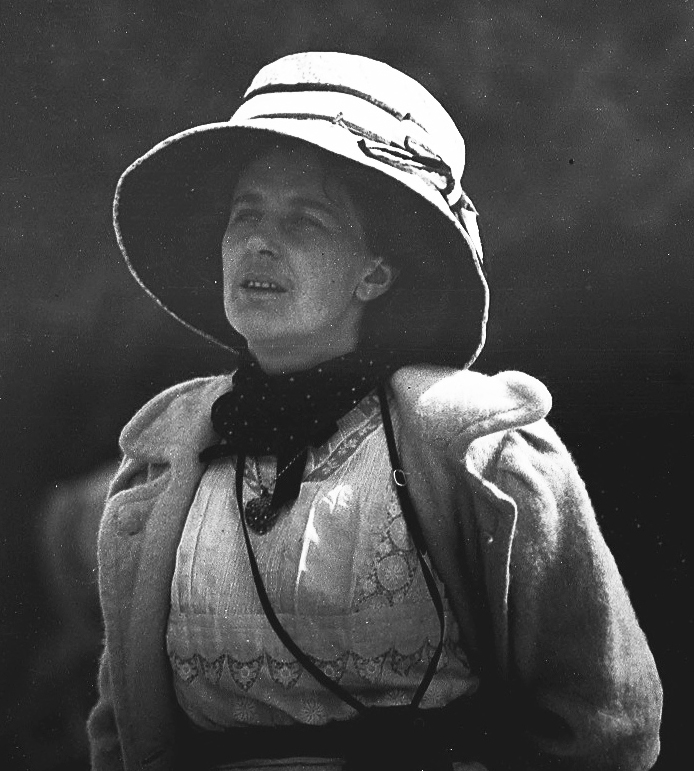
Kathleen Scott (1910)

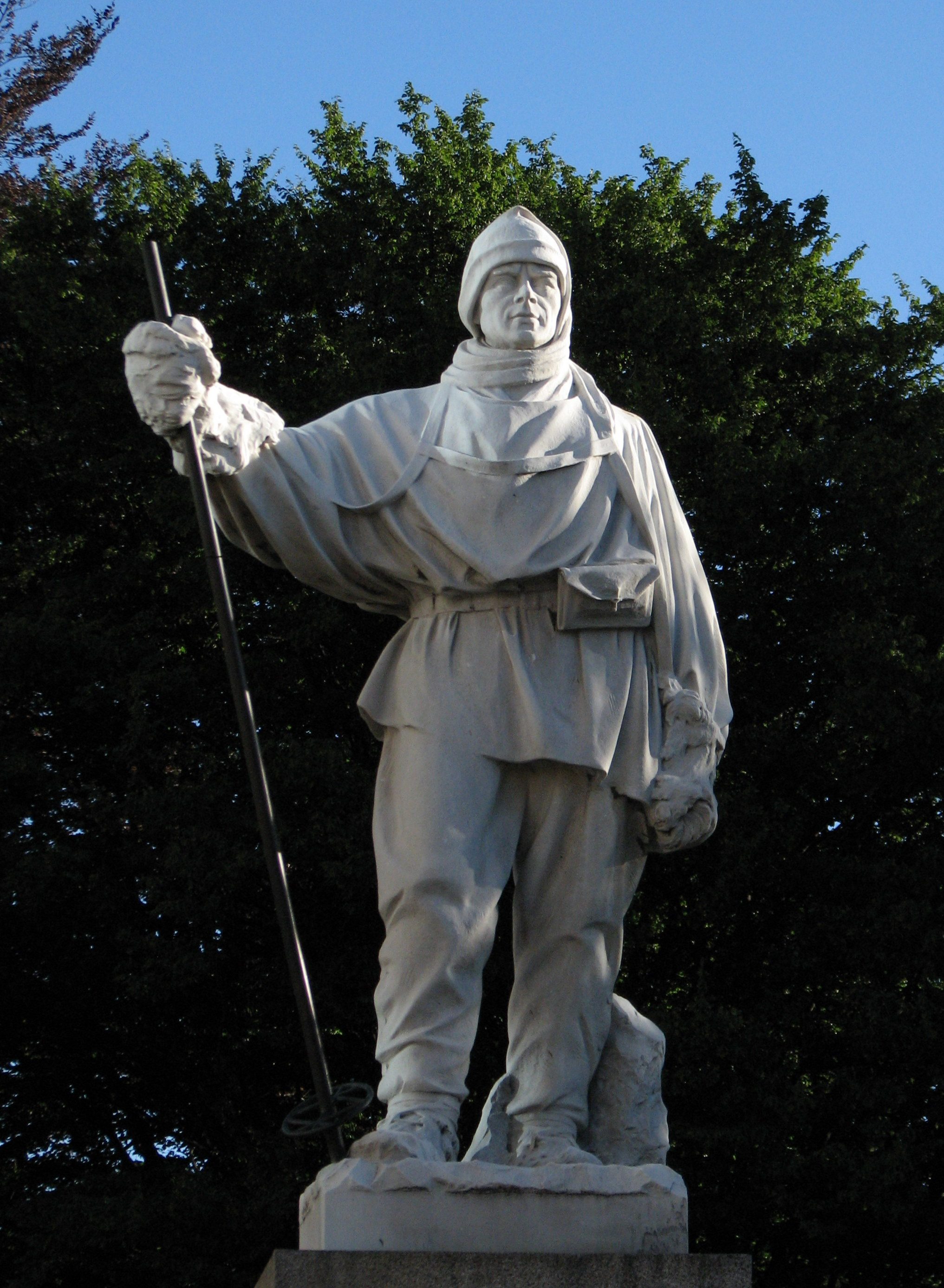
Von Kathleen Scott geschaffene, Robert Falcon Scott darstellende Statue in Christchurch (Neuseeland)

Edith Agnes Kathleen Young, Baroness Kennet FRBS (* 27. März 1878 in Carlton in Lindrick, Nottinghamshire; † 25. Juli 1947), war eine britische Bildhauerin.

## Herkunft und Familie
Geboren als Edith Agnes Kathleen Bruce war sie das jüngste von insgesamt elf Kindern des Rev. Lloyd Stewart Bruce (1829–1886), anglikanischer Pfarrer von Stokesley in Yorkshire, aus dessen erster Ehe mit Jane Skene.
In erster Ehe heiratete sie am 2. September 1908 den Polarforscher und Captain der Royal Navy Robert Falcon Scott (1868–1912). Dieser kam nach Erreichen des Südpols in der Antarktis um. Aus der Ehe hatte sie einen Sohn Sir Peter Markham Scott (1909–1989). Nach dem Tod ihres ersten Gatten wurde ihr 1913 der protokollarische Rang (nicht aber die Anrede) der Witwe eines Knight Commander des Order of the Bath gewährt.
1916 arbeitete sie als Privatsekretärin im britischen Rentenministerium (Ministry of Pensions).
In zweiter Ehe heiratete sie am 3. März 1922 den Politiker Hilton Young, der 1927 als Knight Grand Cross des Order of the British Empire geadelt und 1935 als Baron Kennet zum erblichen Peer erhoben wurde. Aus dieser Ehe stammt ihr zweiter Sohn Wayland Hilton Young, 2. Baron Kennet (1923–2009). Über diesen war sie die Großmutter der Bildhauerin Emily Young (* 1951) und der Autorin Louisa Young (* 1960).
Kathleen Scott wird eine kurze Affäre mit dem verwitweten norwegischen Polarforscher Fridtjof Nansen nachgesagt, die sich um das Jahr 1911 abgespielt haben soll.

## Tätigkeit als Bildhauerin
Sie hatte von 1900 bis 1902 die Slade School of Fine Art besucht. 1915 wurde sie Mitglied der International Society of Sculptors, Painters and Gravers. 1925 wurde ihr die Medaille des Salon de Paris verliehen und sie wurde assoziiertes Mitglied der Société des Artistes Français. 1928 wurde sie assoziiertes Mitglied der Royal Society of British Sculptors, die sie 1946 als Fellow aufnahm.
Drei ihrer Büsten befinden sich heute in der Sammlung der National Portrait Gallery (London). Als Abbildungsobjekt ist sie selber dort durch 13 fotografische Porträts anderer Künstler vertreten. Sie schuf außerdem zwei Statuen, die ihren ersten Gatten darstellen. Eine dieser Statuen steht in Christchurch (Neuseeland), die andere befindet sich auf dem Waterloo Place in London. Außerdem geht die in Lichfield, Staffordshire, stehende Statue des Kapitäns der Titanic, Edward John Smith, auf sie zurück.

## Name in verschiedenen Lebensphasen
- 1878–1908: Kathleen Bruce
- 1908–1922: Kathleen Scott
- 1922–1927: Kathleen Young
- 1927–1935: Kathleen, Lady Young
- 1935–1947: Kathleen Young, Baroness Kennet

## Werke
- Autobiography and letters, London 1932.